# کیوموبایل
کیوموبایل (انگلیسی: QMobile) شرکت مخابرات پاکستانی است، که در سال ۲۰۰۹ تأسیس شد.